# Pfons
Pfons  är en ort i kommunen Matrei am Brenner i distriktet Innsbruck-Land i förbundslandet Tyrolen i Österrike. Den ligger 15 km söder om Tyrolens huvudstad Innsbruck vid floden Sill.
Pfons var en självständig kommun mellan 1811 och 2021, men blev den 1 januari 2022 en del av kommunen Matrei am Brenner, som den tillhörde före 1811. Kommunen bestod av två orter (Ortschaften) (inom parentes invånarantal 1 januari 2024):
- Pfons (577)
- Schöfens (620)